# Clorinda (Argentina)
Clorinda è la seconda città per numero d'abitanti della provincia di Formosa, in Argentina. È il capoluogo del dipartimento di Pilcomayo ed è un importante valico frontaliero con il Paraguay.

## Geografia
Clorinda sorge sulla sponda destra del fiume Pilcomayo, che segna il confine tra l'Argentina e il Paraguay, a 10 km a monte dalla sua immissione nel fiume Paraguay. Sulla sponda opposta del Pilcomayo sorge il villaggio paraguayano di José Falcón.
Clorinda dista 117 km dal capoluogo provinciale Formosa e circa 1220 km da Buenos Aires. Sulla sponda opposta del Paraguay sorge la capitale paraguayana Asunción che dista, in linea d'aria, 10 km.

## Infrastrutture e trasporti
La frontiera con il Paraguay presso Clorinda è il punto d'inizio della strada nazionale 11, che dopo un percorso di 980 km giunge sino a Rosario. Dall'abitato diparte verso l'interno della provincia di Formosa la Ruta Nacional 86, che termina presso la località di Puerto Irigoyen.
Clorinda è unita all'antistante località di José Falcón e al Paraguay dal ponte Internazionale Sant'Ignazio di Loyola.